# 집단유전체학
집단유전체학(集團遺傳體學, 영어: population genomics)은 유전체 정보를 이용하여 유전형질이 집단에서 어떠한 발현형질을 나타내고, 질병등과 연관성이 어떻게 되는지를 연구하는 체학(오믹스)의 한 분야이다. 집단유전학의 생산 정보량 증가와 체학적인 방법론의 대두로 인해 지난 1990년부터 급격히 발전한 생물학의 한 분야이다.

## 같이 보기
- 유전체학
- 유전학
- 분자생명과학